# Ворсо, Йенс Асмуссен
Йенс Якоб Асмуссен Ворсо (дат. Jens Jacob Asmussen Worsaae; 14 марта 1821, Вайле — 15 августа 1885, Копенгаген) — датский археолог; занимался первобытной историей Дании. Член-корреспондент Берлинского научного общества антропологии, этнологии и первобытной истории, член-корреспондент Петербургской академии наук с 9 декабря 1866 года. Ученик К. Томсена и популяризатор его концепции «системы трёх веков».

## Биография
Ворсо родился в семье высокопоставленного датского чиновника. Первоначально изучал право; затем, после смерти отца, решил посвятить себя изучению первобытной истории. Был учеником Кристиана Ю.Томсена. 
После публикации первых исследований Йенса Ворсо в 1848 году датский король Фредерик VII, увлекавшийся археологией, назначает его на должность инспектора по древностям. С 1854 года Ворсо — профессор, с 1858 — куратор королевского собрания древностей. Ворсо в своё время был первым исследователем доисторического периода, получавшим за это жалованье.
В 1850 году Йенс Асмуссен Ворсо становится членом специальной комиссии датского правительства, занимавшейся исследованием ракушечных пищевых останков в первобытных отложениях и занимался изучением первобытных стоянок человека на территории Дании. Его научные работы доказали, что гигантские курганы на севере Европы являются не местом культа либо принесения в жертву, а гробницами. Учёный ввёл в оборот понятие «эпоха викингов».